# Фомин, Владимир Николаевич (математик)
Владимир Никола́евич Фомин (6 марта 1937 — 23 февраля 2000) — советский и российский математик, доктор физико-математических наук, профессор кафедры теоретической кибернетики математико-механического факультета Санкт-Петербургского государственного университета, специалист в области теории кибернетических систем, теории управления и фильтрации.

## Биография
Родился в г. Серпухове (Московская область), в 1945 г. начал обучение в средней школе г. Новосибирска. Окончив с золотой медалью среднюю школу в г. Саранске (Мордовская АССР), в 1955 г. поступил на физический факультет Ленинградского университета, который окончил с отличием в 1960 г. По распределению был оставлен при университете, где прошёл путь от младшего научного сотрудника до пpофессора.

## Научная деятельность
Научную деятельность В. Н. Фомин начал с исследования явления параметрических колебаний в механических системах, описываемых уравнениями в частных производных. Соответствующие уравнения относятся к классу гамильтоновых, что затрудняет исследование их устойчивости «по первому приближению». В. Н. Фоминым был разработан вариант метода возмущений, позволивший обосновать применение к рассматриваемым системам метода Галеркина и в конечном счете построить достаточно полный аналог «конечномерной» теории. Эти исследования были подытожены в докторской диссертации, опубликованной в виде монографии

Вторым направлением научных интересов В. Н. Фомина было pазвитие математической теории кибернетических систем. Его монография «Математическая теория обучаемых опознающих систем» (ЛГУ,1976) явилась одной из первых отечественных книг в этой области и была удостоена первой Университетской премии за 1976 г.
Третье направление научной деятельности В. Н. Фомина связано с теорией управления и фильтрации. Здесь им получены многочисленные результаты по исследованию стохастической линейно-квадратичной задачи оптимального
управления, рекуррентному оцениванию, спектральной факторизации, внесен заметный вклад в теорию адаптивного управления и фильтрации. Последние годы жизни В. Н. Фомин занимался разработкой операторного подхода к задачам фильтрации и управления,
в рамках которого ему удалось построить единую теорию линейной
фильтрации, включающую как составные части теории Винера-Колмогорова
оптимальной фильтрации стационарных процессов и Калмана-Бьюси рекуррентной фильтрации. Этот подход оказался плодотворным и при исследовании линейно-квадратичной задачи оптимального управления и её абстрактных аналогов.

## Почётные звания и премии
- Первая Университетская премия в 1976 г.
- Звание Соросовский профессор в 1996 г.
- Государственный стипендиат России в 1994—1996 г.

### Книги, статьи, публикации В. Н. Фомина
- В. Н. Фомин, Математическая теория параметрического резонанса в линейных распределенных системах. Л.: ЛГУ, 1972. 240с.
- В. Н. Фомин, Математическая теория обучаемых опознающих систем. Л.: ЛГУ, 1976. 235с.
- В. Н. Фомин, А. Л. Фрадков, В. А. Якубович, Адаптивное управление динамическими объектами. М.: Наука, 1981. 448 с.
- В. Н. Фомин, Рекуррентное оценивание и адаптивная фильтрация. М.: Наука, 1984. 286 с.
- В. Н. Фомин, Методы управления дискретными линейными объектами. Л.: ЛГУ,1985. 336 с.
- V.N. Fomin, Discrete Linear Control Systems. Dordrecht, 302 p. Boston, London: Kluwer Academic Publishers, 1991.
- О. А. Петров и В. Н. Фомин, Линейная фильтрация случайных процессов. Л.: ЛГУ,1991. 147 с.
- В. Н. Фомин, Операторные методы теории линейной фильтрации случайных процессов. СПб: СПбГУ, 1996. 306с.
- A.G.Cheremensky and V.N. Fomin, Operator Approach to Linear Control Systems. Mathematics and its Applications. Dordrecht, Boston, London: Kluwer Academic Publishers, 1996. 410 p.
- V.N. Fomin, Optimal Filtering. Vol.1. Filtering of stochastic Processes. Dordrecht, Boston, London: Kluwer Academic Publishers, 1998. 376 p.
- V.N. Fomin, Optimal Filtering. Vol.2. Spatio-Temporal Felds. Dordrecht, Boston, London: Kluwer Academic Publishers, 1999. 373 p.
- В. Н. Фомин, Оптимальная и адаптивная фильтрация. СПб: СПбГУ, 2003. 418 c.